# Marcus Antonsson
Carl Marcus Christer Antonsson, född 8 maj 1991 i Södra Unnaryds församling, Hallands län, är en svensk fotbollsspelare som spelar för IFK Värnamo i allsvenskan 

## Karriär

### Halmstads BK
Antonssons moderklubb är Unnaryds GoIF vilken han 2009 lämnade för Halmstads BK. Han gjorde sin allsvenska debut för HBK i november 2010 i en match mot Djurgårdens IF.

### Kalmar FF
I december 2014 skrev Antonsson på ett treårskontrakt för Kalmar FF, ett avtal som senare förlängdes över säsongen 2018. I maj 2016 utsågs han till månadens spelare i Allsvenskan av Svensk Elitfotboll och redan månaden efter, efter en uppmärksammad start på Allsvenskan med en bra målproduktion, stod det klart att Antonsson skulle lämna Kalmar FF då han och klubben accepterat Championship-klubben Leeds Uniteds bud.

### Leeds United
I juni 2016 presenterades Antonsson av Leeds United där han skrivit på ett treårskontrakt som tränaren Garry Monks första värvning. Debuten kom 7 augusti i en förlustmatch mot Queens Park Rangers på bortaplan  och det första målet kom tre dagar senare då laget spelade 2–2 mot Fleetwood Town i ligacupen, en match man  vann på straffar. Antonsson kom och gick i startelvan under debutsäsongen och gjorde sin sista match i januari 2017. Facit blev tre mål på elva matcher från start, varav ett mål på sex starter i ligan.

#### Blackburn Rovers (lån)
I augusti 2017 lånades Antonsson ut till Blackburn Rovers i League One (engelska tredjedivisionen) för hela den kommande säsongen, där han debuterade den 19 augusti mot Bradford City. Efter att tidigare huvudsakligen ha spelat som centerforward placerades han i Blackburn på i en offensiv roll på vänsterkanten. Antonsson gjorde tre mål i september, och i november gjorde han fem mål på lika många matcher. Han vann också spelarorganisationen PFA:s utmärkelse som League Ones bäste spelare i november 2017. Totalt gjorde Antonsson åtta mål på 24 matcher från start i Blackburn som slutade tvåa i serien och därmed blev uppflyttade till Championship.

### Malmö FF
I juli 2018 värvades Antonsson av Malmö FF där han skrev på ett 3,5-årskontrakt. Debuten kom den 21 juli med ett inhopp i en allsvensk bortaseger över Örebro med 2–1. Några veckor senare startade han för första gången när MFF spelade 1–1 mot ungerska Vidi hemma i kvalet till Champions League. Ganska snart tog Antonsson plats som ordinarie spelare i startelvan och inom en knapp månads tid i augusti-september gjorde han mål i sex raka matcher i Allsvenskan och Europa League. Hans allsvenska facit för den första halva säsongen i Malmö blev åtta mål på tolv matcher från start.
Under 2019 års allsvenska säsong spelade Antonsson 26 matcher för Malmö FF, varav 21 från start. Han inledde säsongen med tre mål på de första fem omgångarna men gjorde därefter bara ytterligare tre under återstoden av säsongen.

#### Tillbaka i Halmstad
Efter en svår säsong 2020 för Antonsson, då han mestadels stod utanför laget med endast 8 matcher och ett mål, samtidigt som Malmö FF åter blev svenska mästare, stod det i mars 2021 klart att han för hela säsongen 2021 skulle lånas ut till sin gamla klubb Halmstads BK.

### IFK Värnamo
I februari 2022 skrev Antonsson på för den allsvenska nykomlingen IFK Värnamo. Han gjorde mål i sin tävlingsdebut den 20 februari 2022 mot Ängelholms FF i gruppspelet i Svenska cupen 2021/2022 (2–1-vinst).
Antonsson gjorde 3 av 3 mål mot Hammarby IF under säsongen 2022. Vilken resulterade i 2 vinster för IFK Värnamo.
I maj 2025 stod det klart att Antonsson återvänder till IFK Värnamo och skrev då på ett kontrakt på tre och ett halvt år med klubben.  

### Webbkällor
- Marcus Antonsson på Svenska Fotbollförbundets webbplats
- Marcus Antonsson på Soccerway (engelska)
- Marcus Antonsson på elitefootball